# Сайксвілл (Меріленд)
Сайксвілл (англ. Sykesville) — місто (англ. town) в США, в окрузі Керролл штату Меріленд. Населення — 4316 осіб (2020).

## Географія
Сайксвілл розташований за координатами 39°22′20″ пн. ш. 76°58′18″ зх. д. / 39.37222° пн. ш. 76.97167° зх. д. (39.372134, -76.971764).  За даними Бюро перепису населення США в 2010 році місто мало площу 4,09 км², з яких 4,08 км² — суходіл та 0,01 км² — водойми.

## Демографія
Згідно з переписом 2010 року, у місті мешкало 4436 осіб у 1409 домогосподарствах у складі 995 родин. Густота населення становила 1084 особи/км².  Було 1474 помешкання (360/км²).
Расовий склад населення:
| - 83,3 % — білих - 12,1 % — чорних або афроамериканців - 2,5 % — азіатів - 0,2 % — корінних американців |

До двох чи більше рас належало 1,6 %. Частка іспаномовних становила 2,7 % від усіх жителів.
За віковим діапазоном населення розподілялося таким чином: 26,1 % — особи молодші 18 років, 66,8 % — особи у віці 18—64 років, 7,1 % — особи у віці 65 років та старші. Медіана віку мешканця становила 37,3 року. На 100 осіб жіночої статі у місті припадало 120,0 чоловіків;  на 100 жінок у віці від 18 років та старших — 125,1 чоловіків також старших 18 років.
Середній дохід на одне домашнє господарство  становив 104 472 долари США (медіана — 101 854), а середній дохід на одну сім'ю — 130 110 доларів (медіана — 116 101). За межею бідності перебувало 3,0 % осіб, у тому числі 0,0 % дітей у віці до 18 років та 4,6 % осіб у віці 65 років та старших.
Цивільне працевлаштоване населення становило 2477 осіб. Основні галузі зайнятості: освіта, охорона здоров'я та соціальна допомога — 24,3 %, публічна адміністрація — 18,6 %, мистецтво, розваги та відпочинок — 12,8 %, науковці, спеціалісти, менеджери — 8,9 %.